# Marecchia
Marecchia je řeka ve východní Itálii. Protéká Toskánskem a Emilií Romagnou. Je přibližně 70 km dlouhá. Povodí má rozlohu přibližně 600 km².

## Průběh toku
Pramení v severních Apeninách v masivu Alpe della Luna. Teče severovýchodním směrem a v Rimini ústí do Jaderského moře.